# 尼尔·布鲁克斯
尼尔·布鲁克斯（英語：Neil Brooks，1962年7月27日—）是澳大利亚退役短程自由泳运动员，在1980年莫斯科奥运会与三名队友组建沉着自信四人组拿下4×100米混合泳接力金牌。体育成绩亮眼的同时，布鲁克斯经常因不守纪律与官员和教练冲突，时常面临制裁威胁。1986年英联邦运动会返程期间，他因喝掉46罐啤酒被处禁赛，为竞技游泳生涯划上句点。退役后他主持新闻节目并评论体育比赛，但因酗酒被解雇。
布鲁克斯生于英格兰，幼年随父母移民澳大利亚，儿时差点因事故溺毙后开始学游泳。他起初欠缺游泳技巧，但很快就在青少年组脱颖而出。布鲁克斯1976年首次参加澳大利亚锦标赛，1979年第一次在全国级别赛事获奖牌并代表澳大利亚队参加国际泳联游泳世界杯。1980年，他打破百米自由泳全国纪录并入选国家队训练营，但因不满官员忽视退出。布鲁克斯取得莫斯科奥运会入场券，面对政府因苏联入侵阿富汗要求抵制奥运会的政治压力坚决反抗。抵达莫斯科后，布鲁克斯的游泳生涯在4×100米混合泳接力达到高峰，他在最后一棒超过苏联选手，以微弱优势夺冠，至今仍是澳大利亚在该项目历史上仅有的金牌。不过，接下来的个人赛布鲁克斯因哮喘未能打入决赛。
奥运会结束后，唐·塔尔伯特以违纪为由从澳大利亚体育学院开除布鲁克斯，后者接受阿肯色大学奖学金赴美学习和训练，对更加自由的纪律标准非常满意。他回国到布里斯班参加1982年英联邦运动会，在赛前训练营又引起官员不满。布鲁克斯呼吁改善运动员住宿条件，与游泳队主管发生肢体冲突，面临英联邦运动会结束后禁赛的处罚。队友站到他一边抗议，威胁退出比赛，禁赛处罚随后撤销。虽说赛前准备不足，但布鲁克斯还是夺得百米自由泳和4×100米混合泳接力金牌。1984年，布鲁克斯到洛杉矶参加他的第二次奥运会，获4×100米自由泳接力银牌和4×100米混合泳接力铜牌。1986年，他在爱丁堡英联邦运动会获百米自由泳银牌和4×100米自由泳接力金牌。退役后他当上游泳比赛评论员，但在1998年因纪律问题被解雇。

## 早年经历

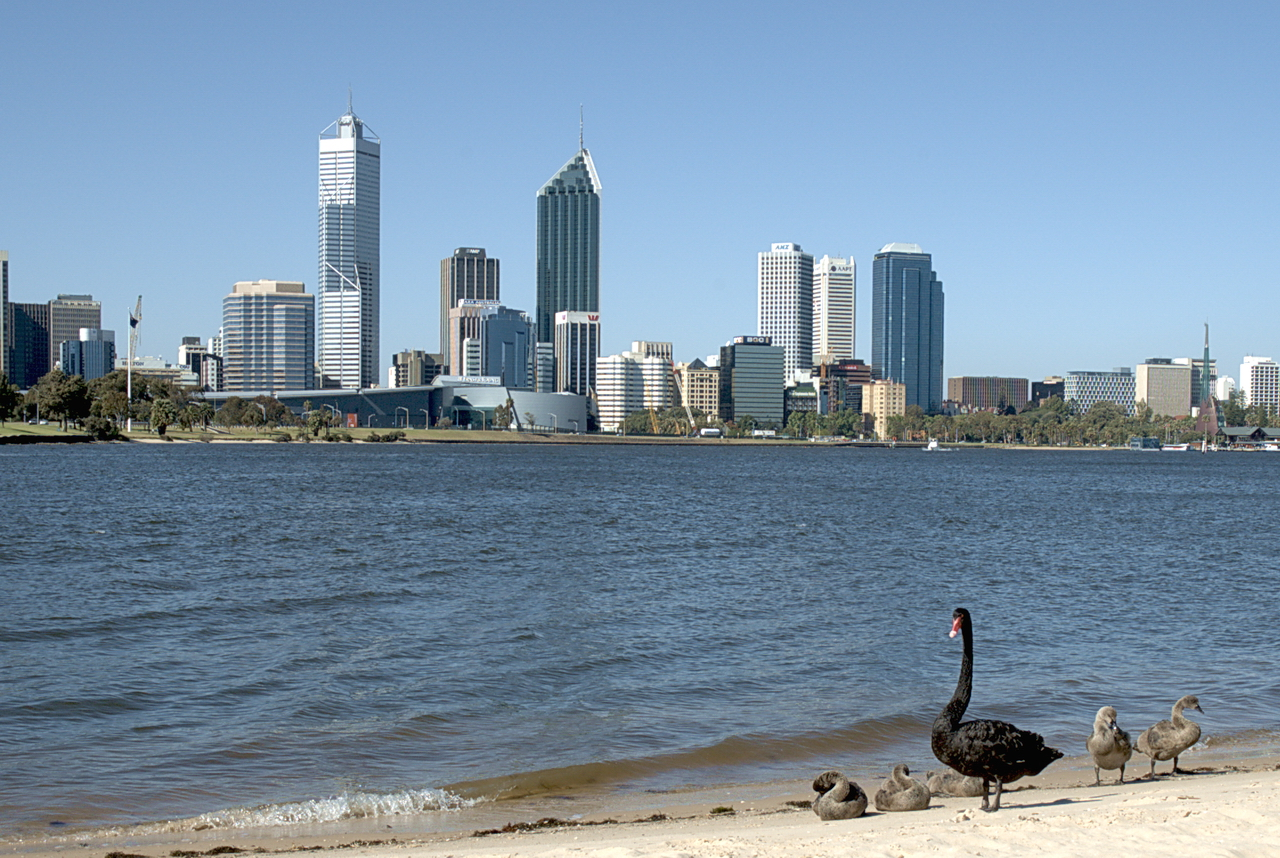
布鲁克斯儿时差点在上图所示的斯旺河附近溺毙，促使父母送他去学游泳

尼尔·布鲁克斯生于英格兰克魯，是家中独子，父亲米克和母亲诺拉都是工薪阶层，一家在孩子四岁时移民西澳大利亚州:244。布鲁克斯七岁那年差点丧命，当时他和朋友在斯旺河边玩耍，两人爬到船上，但船飘到深水区后倾覆。朋友游上岸求助，布鲁克斯只能紧靠小船。:244事发后父母马上送他到马里兰游泳俱乐部学游泳，不久他开始由凯文·达夫指导并持续15年。布鲁克斯在达夫手下训练六周后就在州幼龄组锦标赛拿到50米蛙泳第三名。:244达夫曾是奥运会奖牌得主凯文·奥哈洛伦、琳恩·麦克莱门茨、大卫·迪克森、琳恩·沃森的教练，但在西澳大利亚州以外基本默默无闻。布鲁克斯以叛逆闻名，但对达夫评论很高，声称“他不向大部分澳大利亚教练那么咄咄逼人，也不与澳大利亚泳坛政治同流合污”。:244
布鲁克斯13岁那年一度丧失信心。之前四年他在全部四种泳姿的比赛都能拿冠军，但此时却经常出师不利。其他儿童进入青春期后进步更大，布鲁克斯竭力跟进。:244不到一年后，他的身体发育开始追上同龄人，逐渐恢复过去的绝对优势。他还从长距离项目转向短程比赛。:244
布鲁克斯就读黑尔小学并在比蒂公园泳池训练，州幼龄组锦标赛基本是他的天下。1974年他在澳大利亚幼龄组锦标赛获100和200米蛙泳铜牌，200米自由泳银牌。念小学时布鲁克斯泳姿缺乏技巧，绰号“愣头青布鲁克斯”，:244但进入邱奇兰斯高级中学时已显著改善。他一直对心理素质很自信，自称“以前游泳全靠冲劲，现在冲劲和泳姿都不差。我一直都是比赛中最坚强的孩子。”:244

## 全国首秀
1976年，13岁的布鲁克斯首次参加澳大利亚公开锦标赛，但没有取得奖牌，所以未入选国家队前往蒙特利尔参加1976年夏季奥林匹克运动会。国家队同年到珀斯参加奥运会前的训练营，运动员在当地游泳爱好者家中借宿。布鲁克斯一家接待以不守纪律出名的马克·托内利，日后他还是布鲁克斯参加混合泳接力赛的队友。:244托内利的到来令布鲁克斯深受鼓舞，是他决心参加奥运会的重要原因:244。
布鲁克斯在1976至1977年赛季的短程游泳项目表述优异，在1977年西澳大利亚州锦标赛打破六项纪律并赢得两项赛事。他的百米自由泳成绩是56.56秒，打破14、15、16岁年龄段州纪录；200米仰泳也达成同等成绩。14岁的布鲁克斯第二次参加全国锦标赛，在百米自由泳项目排第四。1978年，他在百米自由泳项目排第三，以0.03秒之差与埃德蒙顿英联邦运动会入场券失之交臂。:244同年他继续训练并在利德维尔技术学院学会计，打破所属年龄段的百米自由泳、200米个人混合泳和仰泳全国纪录。1979年，布鲁克斯在塔斯马尼亚州朗塞斯顿举办的首届澳大利亚短池游泳锦标赛斩获百米自由泳铜牌和200米个人混合泳银牌，优异表现令他首度入选国家队，年仅16岁9个月就于1979年4月飞往东京参加国际泳联游泳世界杯。:244
1980年1月，17岁的布鲁克斯在珀斯以51.91秒夺得百米自由泳金牌，打破托内利所创全国纪录。他为此首度获邀到全国训练营接受比尔·斯威特纳姆训练，准备参加奥运会选拔。在此期间他首次与体育高管冲突，声称官员希望他不要在托内利家借宿，后又称斯威特纳姆只指导过两到三次，在他看来远远不够。布鲁克斯离开训练营，回珀斯接受达夫指导。:245他与托内利在澳大利亚锦标赛百米自由泳项目交手，在冲刺阶段被托内利超越排名第二:245，后者以51.8秒打破全国纪录:240。布鲁克斯拿到奥运会入场券，入选两项个人赛和4×100米混合泳接力:245。
奥运征程在即，但苏联入侵阿富汗导致以美国为首的众多西方国家集体抵制奥运会。总理马尔科姆·弗雷泽是澳大利亚奥林匹克委员会的重要赞助人，他和部分公众向运动员施压，要求他们加入抵制。但托内利指出，各国间的贸易关系不会受到任何影响，抵制只会损害运动员利益。他成为澳大利亚运动员的领导人物，为参加比赛的权利抗争，并将他们的诉求向千家万户广而告之。:239:148:334

## 莫斯科奥运会
4×100米混合泳接力是布鲁克斯莫斯科之行的焦点，比赛在他18岁生日前两天举行。1960年男子4×100米混合泳接力成为奥运会比赛项目以来，美国队每次都能取胜，所以美国队抵制奥运会让其他国家代表团看到希望。澳大利亚队自项目设立以来的五次奥运会都有参与，最好成绩是在罗马首秀所获银牌，其次是1964年东京奥运会取得铜牌，1972年甚至在热身赛就遭淘汰。外界分析认为澳大利亚队有望获得奖牌，但威胁不大，最受关注的三支队伍分别是瑞典、英国和苏联。:233东道主的仰泳和蛙泳选手都是奥运会银牌得主，蝶泳运动员在百米项目排第五，自由泳选手后来的单项成绩排第四。英国队拥有百米蛙泳金牌得主邓肯·古德休，瑞典的蝶泳和仰泳运动员均已拿下各自百米单项冠军，自由泳选手将在数天后获得百米项目银牌。:233澳大利亚队的牌面实在无法与上述三队相比，四人只有彼得·埃文斯在单项中拿到奖牌，获蛙泳比赛季军:148。马克·克里在仰泳半决赛淘汰，托内利在百米仰泳的成绩超过克里:237:334，但只能临时充当蝶泳选手:234。澳大利亚代表团在1976年奥运会上寸金未获，国民仍在翘首期盼1972年慕尼黑奥运会后的首枚金牌，给运动员带来更大压力:333。1980年奥运会的男子4×100米混合泳接力项目一共只有13个国家参加，澳大利亚队排在第七。
瑞典队首轮预赛即遭淘汰，澳大利亚胜率大增。四人组以23岁的托内利年纪最长，他也是事实上的领队。托内利召集其他队员，要求大家承诺把成绩控制在一定时间内。克里发誓要在57秒内完成仰泳，蛙泳选手彼得·埃文斯承诺63秒内游完；托内利保证54秒搞掂百米蝶泳，布鲁克斯则在从未快过51秒的情况下决定要以49.8秒为全队收尾。托内利为队伍取名“沉着自信四人组”，其他大部分参赛队员以高昂的姿态走进编组区时，澳大利亚选取手依旧轻松愉快，对入水后的表现充满信心。:234:334
首先入水的克里游得比之前单项赛快，但比个人最好成绩还是要慢两秒。他用57.87秒游完全程，澳大利亚队排名第四。埃文斯接棒后游出63.01秒的个人最好成绩，令澳大利亚队在比赛完成一半时上升到第二位，游到50米时几乎与东道主并驾齐驱。第三个入水的托内利以54.94秒游完100米，把个人最好成绩缩短近两秒之多。:234他的两臂力道不均衡，所以采用两臂不同的游泳战术:242。他在后50米开始逼近一个身位外的苏联运动员，完成最后的冲刺时只落后不到一米。布鲁克斯的入水强劲而及时，浮上水面时几乎与苏联对手并驾齐驱。50米转向时他取得领先并朝金牌发起最后冲击，苏联自由泳选手虽在距终点25米时一度赶上并超过布鲁克斯，但很快就被反超并拉开距离，最终澳大利亚选手以0.22秒优势夺冠。:234他在最后十米暂停呼吸，而且到五米时已经笑起来，确信对手不可能追上来:245。布鲁克斯以49.86秒游完全程，保住之前向队友的承诺:63，澳大利亚队以3分45.7秒获得该国史上首枚混合泳接力赛金牌:234:440-441:334。布鲁克斯的母亲在上一年圣诞节因癌症去世，他以此次夺冠告慰妈妈在天之灵:245。布鲁克斯回国时获得英雄般的礼遇，但此次夺冠他自认心中竞赛欲减弱，打算退役:245。2000年，布鲁克斯与三名队友一起因折桂莫斯科获澳大利亚体育奖章。
布鲁克斯在接力赛结束后还需参加百米自由泳个人赛，他在热身赛以52.11秒与瑞典选手佩尔·约翰松并列第一，总排名第七进入半决赛，但却因严重哮喘必须入院治疗。布鲁克斯后来坚持参加半决赛，赛前心率达每分120次，远超他的正常值72次:245:63。他在半决赛以52.7秒排第七，总成绩第14，距决赛资格还差0.83秒。

## 美国高校经历
奥运会结束后，布鲁克斯缺乏继续游泳的动力。游泳教练斯威特纳姆和丹尼斯·珀斯利邀请他加入澳大利亚体育学院，但他不久就因不守纪律被首任校长、前澳大利亚游泳队首席教练唐·塔尔伯特开除。接下来布鲁克斯未参加训练就拿下全国百米自由泳项目冠军，但52.61秒的速度已经明显不及个人最好成绩。布鲁克斯随后接受阿肯色大学奖学金赴美留学，在山姆·弗雷亚斯手下训练，美国高校更加自由的文化、特别是运动员和教练间和谐的关系令他如鱼得水。在他看来，美国教练对待运动员不像澳大利亚那般全权掌控：“要在澳大利亚，他们赛后只想把你关进房间，到了美国你就能和教练聊聊天，一起喝啤酒”。:245美国采用的短道泳池令布鲁克斯更加得心应手，与50米的长道相比掉头次数多一倍，强劲的双腿令他在掉头时更有优势。布鲁克斯本来只计划在美国停留一年，但对美国高校运动员倍受瞩目而且经常比赛非常满意，决定多呆一年。这两年他都在西南联盟50米和百米自由泳比赛夺冠，在1981年國家大學體育協會锦标赛百米自由泳排第四。他还在美国社区学院协会锦标赛百米自由泳项目排第二，仅次于1984年奥运会冠军罗迪·盖恩斯。:245
布鲁克斯在美国的成绩出众，但澳大利亚泳联拒绝为他回国参加1982年全国锦标赛支付差旅开支，反倒是阿肯色大学为奖励他的表现出资:245。布鲁克斯在百米项目卫冕失败:247，但仍取得前往布里斯班参加1982年英联邦运动会的资格。游泳队到悉尼东南沿海郊区参加为期五周的训练，住在大部分住户是越南战争难民的移民旅馆。布鲁克斯呼吁改善住宿品质，促使官员采取行动。:245

## 因违纪短暂禁赛，1982年英联邦运动会
抗议住宿条件后，布鲁克斯因与体育官员发生冲突引起媒体关注。因时区差异，他在宵禁后与身在美国的教练通电话，安排英联邦运动会结束后的返美行程。队伍经理杰夫·黑尔企图中断电话，:245威胁开除布鲁克斯，后者一怒之下把经理推到墙边:245。次日澳大利亚泳联官员和布鲁克斯开会，在他拒绝让步后处以英联邦运动会结束后禁罪一个月的处罚:245。布鲁克斯宣称，要罚就马上生效，不要还等他参加运动会拿奖牌之后:246。他对训练环境的非议引起队友共鸣，许多游泳老手宣称，如果布鲁克斯禁赛，他们就退出游泳队，最后泳联撤销处分:246。布鲁克斯一直强烈批评泳坛官僚主义，“太多官员要求无条件服从”:246，呼吁组建游泳运动员委员会:246。
布鲁克斯和部分短程游泳队友抵达布里斯班后剃头，引起澳大利亚媒体高度关注。他以51.09秒在百米自由泳热身赛排名第一并打破英联邦运动会纪录，接下来51.14秒的决赛成绩虽然不及热身赛，但仍足以拿下这场竞争激烈的比赛。:246
布鲁克斯与百米自由泳银牌得主格雷格·法萨拉、铜牌得主迈克尔·德拉尼、格雷姆·布鲁尔组队参加4×100米自由泳接力比赛。他以50.56秒游完百米，澳大利亚队最后以近三秒的显著优势夺金。剃光头的四人组人称“刻薄机器”。:246他与大卫·奥贝尔、埃文斯和乔恩·西本合作在4×100米混合泳接力再获金牌，最后上场的布鲁克斯百米自由泳成绩是50.44秒:246。加拿大队本来还要领先澳大利亚队很多，但因接力时抢跳取消资格:242。布鲁克斯赛后再赴美国，大学赛季结束后返回澳大利亚，获西澳大利亚州年度运动员称号:246。

## 再赴奥运
布鲁克斯是1984年澳大利亚锦标赛的种子选手，在百米自由泳落后马克·斯托克韦尔和德拉尼排第三，以0.05秒之差失去参加奥运会个人赛的机会。三人的成绩差距仅0.15秒，均入选奥运会自由泳接力赛。他赶赴洛杉矶参加1984年奥运会，希望重现四年前的辉煌。:246
布鲁克斯、法萨拉、德拉尼和斯托克韦尔在热身赛就想创造历史淘汰美国队:246。澳大利亚队和美国队都属第三轮热身赛，澳大利亚队以3分19.94秒刷新奥运会纪录。布鲁克斯在热身赛一马当先，以50.36秒游完百米；斯托克韦尔的最后一棒比东道主快0.41秒，澳大利亚队以0.2秒优势排第一。两队遥遥领先，比第三名瑞典要快近四秒。但是，美国队的保留实力更强，200米自由泳银牌得主迈克·希思和百米自由泳冠军盖恩斯均未上场，澳大利亚队在热身赛就已派出最强阵容。
澳大利亚教练特里·巴克在决赛调动选手顺序，法萨拉第一个上场；美国队安排希思和盖恩斯应战:246。法萨拉用51秒游完第一棒排第二，比美国队的克里斯·卡瓦诺慢0.17秒。此时各参赛队伍距离尚未拉开，第一到最后一名只差0.9秒。布鲁克斯以49.36秒游完第二棒，在全场排第四，但比美国对手希思快0.24秒，澳大利亚队在比赛完成一半时以0.07秒领先。澳大利亚和美国队此时已与其他队伍拉开距离，相隔至少两秒。美国队在第三棒反超，馬特·尼古拉斯·比昂迪比德拉尼要快0.59秒，盖恩斯也比斯托克韦尔快0.13秒，美国队最终以3分19.03秒刷新世界纪录，澳大利亚队落后0.65秒摘银，比第三名瑞典快近三秒。:63布鲁克斯坚持认为应该让他或斯托克韦尔游第一棒，“金牌就这么被抢了”:246:356。
布鲁克斯在混合泳接力项目只参加热身赛，决赛时由第一人选斯托克韦尔取代，澳大利亚队最后摘得铜牌:246。澳大利亚和美国队均分在第三轮热身赛，在第四棒交接时两队并驾齐驱，布鲁克斯的最后一棒全场最快，领先美国队的汤姆·贾格0.4秒。澳大利亚队在热身赛排名第一，但美国队四棒的第一人选均未上场。斯托克韦尔、克里、埃文斯和格伦·布坎南在决赛落后美国和加拿大排第三:243:356，距银牌只差0.02秒。澳大利亚队的决赛成绩比热身赛快0.68秒，但美国队提升达5.03秒之多。

## 泳坛生涯末期，退役
1985年，布鲁克斯与斯托克韦尔在澳大利亚锦标赛百米自由泳项目以51.12秒并列第一。接下来布鲁克斯又与汤姆·斯塔切维奇、保罗·李和巴里·阿姆斯特朗组队参加百米自由泳接力，为西澳大利亚州首次摘得项目桂冠。:247布鲁克斯获得前往爱丁堡参加1986年英联邦运动会的入场券，以51.01秒在百米自由泳摘银，法萨拉夺金。他与法萨拉、斯托克韦尔和马修·伦肖摘得4×100米自由泳接力赛桂冠，还打破英联邦运动会纪录。:63, 287-288布鲁克斯在返航期间喝掉46罐啤酒，还在电视采访时谈论，结果被禁赛半年:247。前澳大利亚游泳队首席教练塔尔伯特不饮酒，他在回忆录介绍当时渗透澳大利亚游泳界的酗酒文化时援引布鲁克斯及“刻薄机器”其他选手为例，声称他们是酗酒文化最显著的代表。塔尔伯特还特别指出布鲁克斯在澳大利亚体育学院期间的扰乱，在他看来，酒是20世纪70年代澳大利亚游泳水准大退步的主要原因，还导致20世纪80年代在国际泳坛缺乏竞争力。
布鲁克斯随后退役，迁居昆士兰州楠伯并创办摇滚乐队“联盟”，自创歌曲并弹电吉他。他还代表西澳大利亚州参加地方级别的水球、室内板球和澳式足球比赛。:247
布鲁克斯1985年从阿肯色大学毕业并获新闻学学位，毕业前就在珀斯七號電視網见习五年，为工作日晚间新闻栏目阅读体育新闻。他是1988、1992和1996年夏季奥运会的电视评论员，除游泳和水球外还评论排球项目。1998年，他又为长野冬奥会评论高山滑雪项目。他参与澳大利亞澳式足球聯盟比赛报道，在七号电视网工作日晚间新闻栏目播音体育新闻。他主持《布鲁克西的脚步》节目三年，还有西澳大利亚州旅游/度假节目《狂野西部》，并在悉尼奥运会前同特雷西·霍姆斯合作主持《奥运会》。
20世纪90年代，布鲁克斯的事业遭遇挫折。他染上酒瘾，几次在镜头前出问题，曾在喝醉后播音体育新闻，还在醉酒后与九號電視網澳式足球评论员山姆·纽曼争执。1999年初，七号电视网认为布鲁克斯的部分言论“品味低劣而且得罪人”，因此禁止他上电视六周。布鲁克斯在未获七号电视网授权的情况下接受杂志采访，对方询问他最期待悉尼委员会哪个项目的比赛，他回答：“奥运会结束后大家滚蛋”。最后电视台将他开除，报道游泳比赛的机会与70万澳大利亚元的年薪付诸东流。
2000年末，布鲁克斯未能及时归还西澳銀行的14941.64澳大利亚元债务，珀斯的联邦法院宣告他破产。2001年5月，警方突击检查布鲁克斯在珀斯的住宅，发现长到一米高的大麻作物。布鲁克斯宣称这些作物都是朋友的，后又自称准备离开西澳大利亚州。2003年移居南澳大利亚州后，布鲁克斯创办《本地》杂志，宣称是该州地位领先的生活时尚杂志。杂志由他和夫人独立经营，绝大部分内容是广告。新闻工作者彼得·菲茨西蒙斯批评杂志缺乏校对，连采访基伦·珀金斯后引述的话语都错漏百出。布鲁克斯身高近两米，游泳生涯期间体重不足一百公斤:247。退役后他体重显著上升，一度增至150公斤，进入21世纪后开始努力减肥，2007年已有明显效果并戒除酒瘾。
布鲁克斯是硝基能量饮料公司合伙人，公司曾赞助赛车运动，但后来陷入财政困境，他与合伙人因此不和。2009年董事会开除布鲁克斯，他和昔日合伙人都已诉诸法律。
1985年1月，布鲁克斯与莱内特·昆利文成婚，儿子卢克同年出生，是澳大利亚水球队守门员。2000年，布鲁克斯迎娶第三任夫人艾丽。
2017年10月13日，琳达·布鲁克斯从巴厘岛返回珀斯后被捕，昆士兰州的引渡申请获批，2008年她担任高管的体育服饰公司涉嫌欺诈，警方要求她和丈夫尼尔回答问题。据信尼尔本人留在巴厘岛。